# Caloptilia magnoliae
Caloptilia magnoliae är en fjärilsart som beskrevs av Tosio Kumata 1966. Caloptilia magnoliae ingår i släktet Caloptilia och familjen styltmalar. Inga underarter finns listade i Catalogue of Life.